# Kung Fu (revista em quadrinhos)
Kung Fu foi uma revista em quadrinhos publicada pela EBAL com história envolvendo artes marciais.

## Histórico
A revista foi lançada pela EBAL em setembro de 1974, inspirada no formato da Deadly Hands of Kung Fu da Marvel Comics, uma revista em formato magazine e em preto e branco destinada ao público adulto e publicou pela primeira vez no Brasil os personagens Shang-Chi, o Mestre do Kung Fu e Filhos do Tigre  no mesmo ano, os direitos da Marvel são adquiridos pela Bloch Editores, após cinco edições, a EBAL encomenda ao escritor Hélio do Soveral a criação de uma série de aventura para a revista, assim como a revista O Judoka, que deu origem a um herói de mesmo nome criado após o termino das histórias do Judomaster da Charlton Comics que eram publicadas na revista, o nome do novo personagem foi o mesmo da revista, a série foi desenhada por José Menezes, Márcio Costa e Oliveira, a editora publicou também Yang e House of Yang, da Charlton, tanto Shang-Chi, quando Kung Fu e Yang foram inspirados nas feições do ator David Carradine, astro da série de televisão Kung Fu, contudo, Shang-Chi passaria a ser inspirado em Bruce Lee, graças ao ilustrador americano Paul Gulacy. A revista também publicou Richard Dragon da DC Comics e histórias do estúdio espanhol Seleciones Ilustradas. House of Yang era sobre o primo de Yang, Sun, boa parte das histórias foram desenhadas pelo coreano Sanho Kim, primeiro artista de manhwa (quadrinho coreano), publicado no Ocidente, Kim também colaborou com a Deadly Hands of Kung Fu da Marvel.
A revista foi uma das maiores divulgadores do Taekwondo, ao lado da revista do Mestre Kim, publicada pela Bloch, que após perder os direitos da Marvel para a Editora Abril e Rio Gráfica Editora, também publicou Yang da Charlton,  o personagem principal de Mestre Kim era inspirado no mestre coreano de Taekwondo, Yong Min Kim.